# Christopher Morahan
Christopher Morahan (London, 1929. július 9. – London, 2017. április 7.) angol film- és színházi rendező.

## Filmjei

### Mozifilmek
- Gyémántok reggelire (Diamonds for Breakfast) (1968)
- All Neat in Black Stockings (1969)
- Óraműpontossággal (Clockwise) (1986)
- A papírmaszk (Paper Mask) (1990)
- Kétségek között (Element of Doubt) (1996)

### Tv-filmek
- The Jewel in the Crown (1984)
- Pávák tavasza (The Peacock Spring) (1996)
- Körtánc az idő dallamára (A Dance to the Music of Time) (1997)

### Tv-sorozatok
- The Wednesday Play (1964–1968, négy epizód)